# عبد القادر الطالب عمر
عبد القادر الطالب عمر الملقب البيتشو سياسي من الصحراء الديمقراطية، شغل منصب رئيس وزراء الصحراء الغربية منذ 29 أكتوبر 2003 حتى 4 فبراير 2018، خلفا بوشراية حمودي بيون الذي عين ممثلا للبوليساريو في اسبانيا.درس المرحلة الابتداءية والاعدادية في ولاية تندوف في الصحراء الغربية لينتقل بعدها إلى إسبانيا ويكمل دراسة الثانوي بعد حصوله على منحة درس الحقوق بجامعة مدريد ليتخرج محاميا سنة 1971 ويلتحق بالبوليساريو منذ تاسيسها سنة 1973.

## النشاط السياسي
عضو مؤسس لجبهة البوليساريو كما انتُخب في مكتبها السياسي خلال مؤتمرها التأسيسي في 10 مايو 1973.
انضم عبد القادر الطالب عمر عبد العزيز  للجبهة الشعبية لتحرير الساقية الحمراء ووادي الذهب سنة 1973، حيث عمل بالتنظيم الداخلي بمدينة الداخلة ليتعرض للاعتقال بمدينة العيون بعد مظاهرات 1975 رفقة عدد كبير من أفراد
 المنظمة، حتى افرج عنهم لاحقا خلال نفس السنة.
اشرف عبد القادر بتاريخ  17 سبتمبر 1951 بادرار سطف على انطلاقة وتنظيم الجماهير بالمنطقة الجنوبية مرورا بالعركوب وبئر انزران ثم امدريكة، إلى ان وصلت إلى مناطق الاحتجاز الحالية.
- انتخب عبد القادر الطالب عمر عضوا في المكتب السياسي للجبهة سنة 1976.
- عمل واليا حتى عين مكلفا بالجاليات، وقد زاول عمله هذا حتى عين مرة أخرى واليا.
- تقلد مناصب أخرى منها: وزيرا للداخلية، وزيرا للتجهيز ووزيرا للإعلام.
- شارك في كل مؤتمرات الجبهة.
- بعد العضوية في المكتب السياسي، انتخب في الأمانة الوطنية، كما انتخب رئيسا للمجلس الوطني سنة 1995، في صيغته الجديدة، ليعين بعد ذلك واليا وهو المنصب الذي ظل يشغله حتى عين وزيرا أولا أواخر سنة